# HASPAX
Der HASPAX ist ein Aktienindex, der die Entwicklung von börsennotierten Unternehmen aus der Metropolregion Hamburg abbildet. Er wurde zum 15. April 1996 mit einem Startwert von 333,60 berechnet und am 2. Mai 1996 erstmals veröffentlicht. Er berücksichtigt neben der Kursentwicklung der Aktien auch Dividendenausschüttungen und ist als Performance-Index konzipiert. Damit nicht wenige Konzerne den Index dominieren, ist das Maximalgewicht pro Aktie auf 15 Prozent der Indexkapitalisierung beschränkt.
Die Börsen AG als Trägergesellschaft der Börse Hamburg berechnet den Index. Der HASPAX-Rat überprüft einmal jährlich die Zusammensetzung des HASPAX. In dem Gremium sitzt jeweils ein Vertreter der Börse Hamburg, der Tageszeitung Die Welt und der Hamburger Sparkasse.
Die Initiatoren des HASPAX wollen mit dem Index Trends in der Unternehmenslandschaft in und um Hamburg sichtbar machen und den Wandel der regionalen Wirtschaftsstruktur illustrieren. Im Index sind außer Gesellschaften mit einer langen Geschichte auch relativ junge Wachstumsunternehmen repräsentiert. Der Index soll Anlegern Orientierung bei Interesse an Investments im Wirtschaftsraum geben.

## Zusammensetzung
| Unternehmen                         | Branche                                      |
| ----------------------------------- | -------------------------------------------- |
| About You                           | Modeunternehmen                              |
| alstria office                      | Immobilien                                   |
| Aurubis                             | Metallverarbeitung                           |
| Basler AG                           | Bildverarbeitung                             |
| Beiersdorf                          | Drogerie und Kosmetikgüter                   |
| Bijou Brigitte                      | Bekleidungsartikel                           |
| Deutsche EuroShop                   | Immobilien                                   |
| Drägerwerk                          | Medical Equipment                            |
| Encavis AG                          | Solarparkbetreiber                           |
| Eurokai                             | Gütertransport                               |
| Evotec                              | Biotechnologie                               |
| Fielmann                            | Einzelhandel                                 |
| freenet                             | IT-Software (Telekommunikation und Internet) |
| Hamburger Hafen und Logistik (HHLA) | Gütertransport                               |
| Hapag-Lloyd                         | Schifffahrt                                  |
| Hawesko Holding                     | Einzelhandel                                 |
| Hypoport                            | Technologieunternehmen                       |
| Jungheinrich                        | Spezialmaschinenbau                          |
| New Work                            | Holdings                                     |
| Nordex                              | Sonstige Energie / Rohstoffe                 |
| Nynomic                             | Optische Messtechnik                         |
| PNE AG                              | Erneuerbare Energien                         |
| TAG Immobilien                      | Immobilien                                   |

Seit dem 3. September 2012 ist die MPC Münchmeyer Petersen Capital AG nicht mehr im Index vertreten, da sie die Indexkriterien (u. a. Marktkapitalisierung und Handelbarkeit) nicht mehr erfüllte; neu aufgenommen wurde die Capital Stage AG (2018 umbenannt in Encavis AG). Conergy verließ den Index aufgrund der Insolvenz und des anschließenden Kursverfalls. Nynomic wurde 2023 aufgenommen und Nikon SLM Solutions aufgrund des Delistings entfernt.